# Tennis-Bundesliga 2004
Die Tennis-Bundesliga 2004 wurde in insgesamt sechs Ligen ausgespielt, jeweils einer ersten und zweiten Bundesliga bei den Herren, den Damen und den Herren der Altersklasse 30. Die Bundesligen der Herren 30 wurden dabei zum ersten Mal ausgespielt.
Die Sieger der jeweiligen ersten Bundesliga gewannen die entsprechende deutsche Mannschaftsmeisterschaft im Tennis 2004. Die grundsätzlich jeweils zwei bestplatzierten Mannschaften der zweiten Bundesliga erspielten sich das Aufstiegsrecht in die erste Bundesliga.

## Organisation
Die Tennis-Bundesligen in Deutschland werden vom Deutschen Tennis Bund mit Sitz in Hamburg veranstaltet und organisiert. Grundlage für die Durchführung sind neben den Tennisregeln der ITF die Turnierordnung des DTB sowie das Bundesliga-Statut.

## Tennis-Bundesliga der Herren 2004

### 1. Tennis-Bundesliga der Herren
Die 1. Bundesliga der Herren wurde in der Saison 2004 in zwei Gruppen mit je vier Mannschaften und einer Hin- sowie Rückrunde ausgespielt. Die jeweils beiden erstplatzierten Mannschaften spielten jeweils über Kreuz, d. h. der Erste der Gruppe A gegen den Zweiten der Gruppe B und umgekehrt, das Halbfinale um die Deutsche Meisterschaft aus. Für das Finale qualifizierten sich die beiden Gruppensieger der Gruppen, TC Blau-Weiß Sundern und der Rochusclub Düsseldorf. Nach einem engen 5:4-Hinspielsieg gewann Sundern das Rückspiel bereits nach den Einzeln mit 5:1, sodass die abschließenden Doppel nicht mehr gespielt werden mussten und Sundern bereits vorzeitig als deutscher Mannschaftsmeister der Herren feststand.
Die jeweils beiden letztplatzierten Mannschaften der beiden Gruppen spielten in einer Abstiegsrunde gegeneinander. Letzter dieser Gruppe wurde der TC Bamberg, der damit in die zweite Bundesliga abstieg. Einen weiteren Absteiger gab es nicht, da die erste Bundesliga in der Folgesaison um eine Mannschaft aufgestockt wurde.
Endspiel
| Heim                 | Auswärts              | Hinspiel | Rückspiel |
| -------------------- | --------------------- | -------- | --------- |
| TC Blau-Weiß Sundern | Rochusclub Düsseldorf | 5:4      | 5:1       |

Gruppe A
|    | Mannschaft             | Begegnungen | Punkte | Matches | Sätze | Spiele  |
| -- | ---------------------- | ----------- | ------ | ------- | ----- | ------- |
| 1. | Rochusclub Düsseldorf  | 6           | 5:1    | 37:17   | 80:42 | 618:496 |
| 2. | TC Blau-Weiss Halle    | 6           | 5:1    | 30:24   | 68:58 | 623:600 |
| 3. | TC Bamberg             | 6           | 1:5    | 22:32   | 50:70 | 527:590 |
| 4. | TK Grün-Weiss Mannheim | 6           | 1:5    | 19:35   | 45:73 | 511:593 |

Gruppe B
|    | Mannschaft           | Begegnungen | Punkte | Matches | Sätze | Spiele  |
| -- | -------------------- | ----------- | ------ | ------- | ----- | ------- |
| 1. | TC Blau-Weiß Sundern | 6           | 5:1    | 43:11   | 88:37 | 652:486 |
| 2. | TK Kurhaus Aachen    | 6           | 3:3    | 24:30   | 62:67 | 604:640 |
| 3. | TC Rüppurr Karlsruhe | 6           | 3:3    | 22:32   | 55:72 | 585:620 |
| 4. | TC Blau-Weiss Neuss  | 6           | 1:5    | 19:35   | 47:76 | 539:634 |

### 2. Tennis-Bundesliga der Herren
Der HTC Blau-Weiß Krefeld setzte sich in der 2. Bundesliga Nord knapp gegen den punktgleichen TV Espelkamp-Mittwald durch und stieg in die erste Bundesliga auf. Der RTHC Bayer Leverkusen und der HTV Hannover stiegen am Saisonende in die Regionalliga ab.
In der 2. Bundesliga Süd gewann der TC Piding ungeschlagen die Meisterschaft. Absteiger gab es in der Südstaffel nicht, da die Liga in der darauffolgenden Saison um zwei Mannschaften wie die Nordstaffel auf die „Sollstärke“ von neun Mannschaften aufgestockt wurde.

#### 2. Tennis-Bundesliga Nord
|    | Mannschaft                | Begegnungen | Punkte | Matches | Sätze  | Spiele  |
| -- | ------------------------- | ----------- | ------ | ------- | ------ | ------- |
| 1. | HTC BW Krefeld            | 8           | 7:1    | 53:19   | 115:51 | 863:631 |
| 2. | TV Espelkamp-Mittwald     | 8           | 7:1    | 47:25   | 101:65 | 834:742 |
| 3. | TC RW Erfurt              | 8           | 6:2    | 47:25   | 107:59 | 823:604 |
| 4. | Bremerhavener TV 1905     | 8           | 5:3    | 46:26   | 100:62 | 814:672 |
| 5. | Lintorfer TC              | 8           | 4:4    | 41:31   | 90:78  | 773:775 |
| 6. | TV Sparta 87 Nordhorn     | 8           | 3:5    | 26:46   | 63:102 | 704:824 |
| 7. | TC 1899 Blau-Weiss Berlin | 8           | 2:6    | 27:45   | 67:99  | 704:821 |
| 8. | RTHC Bayer Leverkusen     | 8           | 2:6    | 23:49   | 57:107 | 699:856 |
| 9. | HTV Hannover              | 8           | 0:8    | 14:58   | 46:123 | 621:910 |

#### 2. Tennis-Bundesliga Süd
|    | Mannschaft             | Begegnungen | Punkte | Matches | Sätze | Spiele  |
| -- | ---------------------- | ----------- | ------ | ------- | ----- | ------- |
| 1. | TC Piding              | 6           | 6:0    | 39:15   | 85:43 | 658:506 |
| 2. | 1. FC Nürnberg         | 6           | 4:2    | 35:19   | 76:50 | 611:561 |
| 3. | SV Wacker Burghausen   | 6           | 4:2    | 31:23   | 69:52 | 572:512 |
| 4. | TC Wolfsberg Pforzheim | 6           | 3:3    | 25:29   | 60:68 | 600:588 |
| 5. | TC Großhesselohe       | 6           | 3:3    | 23:31   | 58:69 | 578:597 |
| 6. | Sportpark Windhagen    | 6           | 1:5    | 24:30   | 56:67 | 545:582 |
| 7. | TC Bad Friedrichshall  | 6           | 0:6    | 12:42   | 33:88 | 429:647 |

## Tennis-Bundesliga der Herren 30 2004

### 1. Tennis-Bundesliga der Herren 30
Der Gladbacher HTC gewann die erste Ausgabe der Tennis-Bundesliga der Herren Altersklasse 30 ungeschlagen vor dem TV Nassau.
Die Mannschaften des TC Bernsberg und des TC Weiß-Blau Nürnberg stiegen am Saisonende ab – die Bensberger unterlagen in der Endabrechnung dabei der Mannschaft des TC Bad Homburg punktgleich nur um einen einzigen Matchpunkt. Die Bad Homburger erreichten am letzten Spieltag mit einer 2:7-Niederlage beim KTHC Mühlheim exakt das für sie notwendige Resultat.
|    | Mannschaft           | Begegnungen | Punkte | Matches | Sätze | Spiele  |
| -- | -------------------- | ----------- | ------ | ------- | ----- | ------- |
| 1. | Gladbacher HTC       | 6           | 6:0    | 39:15   | 81:38 | 627:428 |
| 2. | TV Nassau            | 6           | 4:2    | 37:17   | 77:39 | 573:422 |
| 3. | KHTC Mülheim         | 6           | 4:2    | 33:21   | 68:51 | 570:530 |
| 4. | TSV Feldkirchen      | 6           | 2:4    | 22:32   | 54:67 | 512:589 |
| 5. | TC Bad Homburg       | 6           | 2:4    | 21:33   | 52:73 | 532:627 |
| 6. | TC GG Bensberg       | 6           | 2:4    | 20:34   | 50:73 | 539:599 |
| 7. | TC Noris WB Nürnberg | 6           | 1:5    | 17:37   | 41:82 | 486:644 |

### 2. Tennis-Bundesliga der Herren 30
Der TC SCC Berlin gewann die zweite Bundesliga Nord in einer sehr knappen Entscheidung bei Punkt- und Matchgleichheit nur aufgrund  des um fünf Sätze besseren Satzverhältnisses vor dem Marienburger SC und stieg damit in die erste Bundesliga auf. Die Meisterschaft sicherten sich die Berliner am vorletzten Spieltag mit einem 8:1-Sieg im direkten Duell, womit sie die bisher noch ungeschlagen führenden Marienburger noch abfangen konnten.
Im Süden setzte sich überlegen der TC Dachau durch, der die Liga ungeschlagen gewann.
Insgesamt vier Mannschaften stiegen am Saisonende in die jeweilige Regionalliga ab: der TC Weimar 1912 und der Oldenburger TV 1905 im Norden sowie der TC Großhesselohe und TB Erlangen im Süden.

#### 2. Tennis-Bundesliga Nord
|    | Mannschaft           | Begegnungen | Punkte | Matches | Sätze | Spiele  |
| -- | -------------------- | ----------- | ------ | ------- | ----- | ------- |
| 1. | TC SCC Berlin        | 6           | 5:1    | 39:15   | 86:34 | 631:402 |
| 2. | Marienburger SC Köln | 6           | 5:1    | 39:15   | 80:33 | 572:364 |
| 3. | KTHC Stadion RW Köln | 6           | 4:2    | 33:21   | 70:47 | 540:425 |
| 4. | TC Alsterquelle      | 6           | 4:2    | 27:27   | 56:64 | 509:552 |
| 5. | HTC BW Krefeld       | 6           | 2:4    | 22:32   | 52:68 | 467:563 |
| 6. | TC Weimar 1912       | 6           | 1:5    | 13:41   | 31:86 | 354:623 |
| 7. | Oldenburger TV 1905  | 6           | 0:6    | 16:38   | 38:81 | 444:588 |

#### 2. Tennis-Bundesliga Süd
|    | Mannschaft          | Begegnungen | Punkte | Matches | Sätze | Spiele  |
| -- | ------------------- | ----------- | ------ | ------- | ----- | ------- |
| 1. | TC Dachau 1950      | 6           | 6:0    | 37:17   | 77:45 | 604:460 |
| 2. | TSG Backnang 1925   | 6           | 5:1    | 38:16   | 82:42 | 642:438 |
| 3. | SKV Büttelborn      | 6           | 4:2    | 32:22   | 77:50 | 622:491 |
| 4. | Karlsruher ETV      | 6           | 3:3    | 28:26   | 64:58 | 530:536 |
| 5. | Eintracht Frankfurt | 6           | 2:4    | 23:31   | 52:69 | 505:571 |
| 6. | TC Großhesselohe    | 6           | 1:5    | 16:38   | 38:82 | 400:626 |
| 7. | TB Erlangen         | 6           | 0:6    | 15:39   | 37:81 | 412:593 |

## Tennis-Bundesliga der Damen 2004

### 1. Tennis-Bundesliga der Damen
Der TC Moers 08 gewann ungeschlagen die erste Bundesliga der Damen und damit seine erste deutsche Meisterschaft. Der Lintorfer TC und der TK Grün-Weiss Mannheim stiegen am Saisonende ab – die Lintorferinnen dabei nur aufgrund der schlechteren Satzbilanz gegenüber dem punkt- und matchgleichen TC 1899 Blau-Weiss Berlin.
|    | Mannschaft                   | Begegnungen | Punkte | Matches | Sätze | Spiele  |
| -- | ---------------------------- | ----------- | ------ | ------- | ----- | ------- |
| 1. | TC ZWS Moers 08              | 6           | 6:0    | 38:16   | 82:41 | 615:464 |
| 2. | TC Zamek Benrath             | 6           | 4:2    | 34:20   | 75:46 | 588:452 |
| 3. | MTTC Iphitos München         | 6           | 4:2    | 30:24   | 65:57 | 582:535 |
| 4. | TEC Waldau Stuttgart         | 6           | 3:3    | 27:27   | 64:59 | 572:556 |
| 5. | TC 1899 Blau-Weiß Berlin (A) | 6           | 2:4    | 23:31   | 54:68 | 553:574 |
| 6. | Lintorfer TC                 | 6           | 2:4    | 23:31   | 50:66 | 455:543 |
| 7. | TK Grün-Weiss Mannheim       | 6           | 0:6    | 14:40   | 34:87 | 382:623 |

### 2. Tennis-Bundesliga der Damen
Der THC im VfL Bochum 1848 stieg als Meister der zweiten Bundesliga Nord in die erste Bundesliga auf, während der RTHC Bayer Leverkusen und der TV Sparta 87 Nordhorn absteigen mussten.
In der zweiten Bundesliga Süd waren gleich vier Mannschaften punktgleich. Am Ende setzte sich der BASF TC Ludwigshafen um drei gewonnene Matches gegenüber dem TC Großhesselohe und dem TC Schwarz-Weiß Bous durch.

#### 2. Tennis-Bundesliga Nord
|    | Mannschaft              | Begegnungen | Punkte | Matches | Sätze | Spiele  |
| -- | ----------------------- | ----------- | ------ | ------- | ----- | ------- |
| 1. | THC im VfL Bochum       | 6           | 5:1    | 32:22   | 68:46 | 541:457 |
| 2. | TC BW Dresden-Blasewitz | 6           | 4:2    | 34:20   | 69:47 | 541:484 |
| 3. | TC BW Halle             | 6           | 4:2    | 33:21   | 72:47 | 596:491 |
| 4. | Ruderclub Hamm          | 6           | 3:3    | 31:23   | 67:52 | 587:483 |
| 5. | Rochusclub Düsseldorf   | 6           | 3:3    | 26:28   | 59:62 | 515:555 |
| 6. | RTHC Bayer Leverkusen   | 6           | 2:4    | 23:31   | 56:69 | 533:573 |
| 7. | TV Sparta 87 Nordhorn   | 6           | 0:6    | 10:44   | 25:93 | 379:649 |

#### 2. Tennis-Bundesliga Süd
|    | Mannschaft              | Begegnungen | Punkte | Matches | Sätze  | Spiele  |
| -- | ----------------------- | ----------- | ------ | ------- | ------ | ------- |
| 1. | BASF TC BW Ludwigshafen | 6           | 4:2    | 38:16   | 83:38  | 621:432 |
| 2. | TC Großhesselohe        | 6           | 4:2    | 35:19   | 76:48  | 608:489 |
| 3. | TC SW Bous              | 6           | 4:2    | 35:19   | 76:49  | 623:497 |
| 4. | TTC Bad Wörishofen      | 6           | 4:2    | 31:23   | 68:53  | 567:485 |
| 5. | VfL Sindelfingen 1862   | 6           | 3:3    | 29:25   | 63:58  | 526:526 |
| 6. | Offenbacher TC          | 6           | 2:4    | 17:37   | 40:77  | 437:557 |
| 7. | TV Reutlingen           | 6           | 0:6    | 4:50    | 17:100 | 265:661 |